# Кучук, Виктор Васильевич
Виктор Васильевич Кучук (укр. Віктор Васильович Кучук; 1 апреля 1988, Быстри — 18 марта 2023, Невельское) — украинский военнослужащий, солдат, участник российско-украинской войны. Герой Украины (2024, посмертно).

## Биография
Родился 1 апреля 1988 года в селе Быстри Житомирского района Житомирской области. Учился в Студеницкой школе Коростышевского района, однако после получения тяжёлой травмы продолжил обучение в Кмитовской специальной общеобразовательной школе-интернате. После окончания 9 классов поступил в Профессионально-техническое училище № 1 (ныне филиал ЦПТО г. Житомира) по специальности «строитель». После окончания училища работал разнорабочим и строителем.
С началом российского вторжения в Украину в 2022 году вступил в ряды Вооружённых сил Украины. Служил стрелком-зенитчиком 2-го зенитно-ракетного отделения зенитно-ракетного взвода воинской части А2960. Участвовал в обороне южных и восточных рубежей страны. Получив тяжёлое ранение, после лечения вернулся к выполнению боевых задач.
Погиб 18 июля 2023 года во время выполнения боевого задания вблизи села Невельское Покровского района Донецкой области.

## Награды
- Звание «Герой Украины» с удостоением ордена «Золотая Звезда» (6 мая 2024, посмертно) — за личное мужество и героизм, проявленные в защите государственного суверенитета и территориальной целостности Украины, верность военной присяге[3].